# Ouf le prof !
Ouf le prof ! est une série télévisée humoristique française pour la jeunesse diffusée sur TF1 dans les émissions TF! à partir du 19 janvier 2005 puis sur TFou. Elle a été créée par Frédéric Dantec, qui en est également producteur par le biais de sa société Note Bene Productions. Au Québec, la série est diffusée en tant qu'intermède entre les émissions sur VRAK.TV.

## Synopsis
Un professeur très farfelu (« ouf » signifie « fou » en verlan) répond aux questions de ses élèves dans des sketchs de 2 minutes 30. Le prof' est filmé en caméra fixe et les élèves parlent uniquement en voix off. La réponse du professeur part très vite dans une explication complètement surréaliste et humoristique.

## Distribution
- Cartouche : le professeur
- Thomas Doucet
- Isabelle Escoubé
- Joséphine Herr
- Alexandre Dima

## Produits dérivés

### DVD
- Ouf le prof ! (8 novembre 2006) ASIN B000CR7V4Y

### Bande dessinée
- Dantec, Jean-Louis Bouchaud, Samir Oubechou, Chérif Saïs, Mathilde Danton, Ouf le prof !, Jungle, coll. « Jungle Kidz », 11 janvier 2007  (ISBN 2874423831)

### Chanson de l'été
Pour l'été 2008, TFOU s'est doté d'une chanson et d'un clip mettant en scène Ouf le prof : TFOU Dance. La chanson a été commercialisée au sein d'une compilation du même nom qui contient, sur un CD accompagné d'un DVD, deux autres chansons mettant en scène Ouf le prof, Chlakaboum (sur l'air de Billie Jean) et Bouge ton ouf (sur l'air de Lady Marmalade), et diverses autres chansons pour enfants. Le titre TFOU Dance est ensuite sorti en single.